# Flindrich
Flindrich, auch Flinder, Flinderke, war eine silberne Scheidemünze im ostfriesisch-oldenburgischen Raum. Die Münze Flindrich wird zuerst 1440 erwähnt und war der sogenannte Groschen. Unterschiedliche Ausgaben sind an den Prägungen zu erkennen. So hatten die Flindriche im Ostfriesischen eine Harpyie (Jungfrauenadler) auf der Vorderseite und ein Langkreuz mit vier Zeichen, meist Sterne, auf der Rückseite. Das durchschnittliche Gewicht betrug 2,8 Gramm. 
In Oldenburg rechnete man mit drei Stüber oder vier Groten auf einen Flindrich. Diese Münze zeigte auf der Vorderseite eine dreitürmige Mauer mit dem oldenburgischen Wappen im Tor. Der Graf Gerhard der Streitbare und seine Söhne haben von 1440 bis 1526 diese Münze in großer Anzahl prägen lassen. 
Die Jeverschen Flindriche sind auch seit 1440 bekannt. Auf der Vorderseite war seit 1561 der Löwenschild geprägt. Im 17. Jahrhundert hatten die Flindriche andere Prägebilder. So hatten die ostfriesischen Münzen Wappen mit dem Reichsadler. Noch im 18. Jahrhundert sollen Flindriche im Umlauf gewesen sein. 
In Bremen gab es Flinderke in der Zeit zwischen 1646 und 1671. Die Münze galt als geprägtes Vier-Grotenstück. Das Gewicht der Münze war 2,75 Gramm und hatte mindestens 1,20 Gramm Silber. Zu erkennen waren die Münzen durch das Bremer Wappen auf der Vorderseite und dem Reichsadler auf der Rückseite. Achtzehn Flindriche entsprachen einen Reichstaler.